# Lubuk Rumbai (Tuah Negeri)
Lubuk Rumbai is een bestuurslaag in het regentschap Musi Rawas van de provincie Zuid-Sumatra, Indonesië. Lubuk Rumbai telt 4388 inwoners (volkstelling 2010).